# Tenodera superstitiosa madagascariensis
Tenodera superstitiosa madagascariensis es una subespecie de mantis de la familia Mantidae.

## Distribución geográfica
Se encuentra en Madagascar.